# Baška, Tjeckien
Baška är en ort i Tjeckien. Den ligger i den östra delen av landet, 290 km öster om huvudstaden Prag. Baška ligger 312 meter över havet och antalet invånare är 3 222.
Terrängen runt Baška är kuperad söderut, men norrut är den platt.Runt Baška är det ganska glesbefolkat, med 30 invånare per kvadratkilometer. Närmaste större samhälle är Frýdek-Místek, 4,5 km norr om Baška. I omgivningarna runt Baška växer i huvudsak blandskog.